# Expreso a la emboscada
Expreso a la emboscada es una película coproducción de Argentina y Francia filmada en Eastmancolor dirigida por Gilles Béhat sobre su propio guion escrito en colaboración con Jean Louis Leconte según la novela Les longs manteaux, de Georges-Jean Arnaud que se estrenó el 31 de julio de 1986 y que tuvo como actores principales a Bernard Giraudeau, Federico Luppi, Lito Cruz y Ricardo Darín. Fue director de fotografía el afamado Ricardo Aronovich.
Fue íntegramente filmada en el Norte de Argentina y tuvo los títulos alternativos de Les longs manteux y La noche de los largos abrigos.

## Sinopsis
Tras ser liberado después de un largo encarcelamiento en Bolivia, un escritor argentino es protegido por su hija y un geólogo de las amenazas de un grupo paramilitar en el viaje de regreso a su país.

## Reparto
| Actor                | Personaje         | Notas |
| -------------------- | ----------------- | ----- |
| Bernard Giraudeau    | Louis Murat       |       |
| Federico Luppi       | Cnel. García      |       |
| Lito Cruz            | Miguel            |       |
| Ricardo Darín        | Ten. Lamas        |       |
| Oscar Martínez       | Figueras          |       |
| Víctor Laplace       | Padre Cesáreo     |       |
| Claudia Ohana        | Julia Méndez      |       |
| Franklin Caicedo     | Gral. Vinchina    |       |
| Darío Grandinetti    | Soldado Gaitán    |       |
| Raúl Rizzo           | Zárate            |       |
| Robert Charlebois    | Laville           |       |
| Cipe Lincovsky       | Hilda             |       |
| Paulino Andrada      |                   |       |
| Luis Aranda          |                   |       |
| Vicente Buono        |                   |       |
| Osvaldo Santoro      | Cabo Gómez        |       |
| Pablo Cedrón         | Luis              |       |
| Martín Coria         | Suboficial        |       |
| Juan Palomino        | Soldado           |       |
| Juan Carlos Gianuzzi |                   |       |
| Walter Ayarda        |                   |       |
| Carlos Hering        |                   |       |
| Ricardo Ibarlín      |                   |       |
| Indalecio Luque      |                   |       |
| Ángel Mamani         |                   |       |
| Arturo Noal          |                   |       |
| Miguel Ángel Porro   |                   |       |
| Fabiana Demarco      | La Muda           |       |
| Aldo Barbero         | Bernard Giraudeau | Voz   |

## Comentarios
Carlos Arcidiácono en La Prensa escribió:

«Cierto tratamiento del tema es tan pueril como su argumento.»

JM en La Gaceta opinó:

«Emboscada al espectador.»

DI en La Razón opinó:

«Apenas un entretenimiento.»

Manrupe y Portela escriben:

«Una película más francesa que argentina por planteo y acercamiento a un tema para ellos ajeno y de trámite intrascendente.»